# Eilema sarawaka
Eilema sarawaka là một loài bướm đêm thuộc phân họ Arctiinae, họ Erebidae.